# Wiktor (Bed´)
Wiktor, imię świeckie Wiktor Bed´ (ur. 5 maja 1964 w Tiaczowie) – duchowny niekanonicznego (do 2018) Ukraińskiego Autokefalicznego Kościoła Prawosławnego, następnie Kościoła Prawosławnego Ukrainy.

## Życiorys
Święcenia diakonatu przyjął 2 października 2004, a prezbiteratu – 8 października 2006 r. 26 marca 2010 r. złożył wieczyste śluby mnisze. Chirotonię biskupią otrzymał 14 sierpnia 2015 (został ordynariuszem eparchii mukaczewsko-karpackiej).